# Time of the Last Persecution
Time of the Last Persecution è il secondo album del cantante progressive folk Bill Fay. Realizzato nel 1971, l'album è influenzato dal Libro di Daniele e dal Libro dell'Apocalisse L'album è stato rieditato nel 2005 con alcune bonus tracks.